# World Games 2022/Trampolinturnen
Bei den World Games 2022 in Birmingham, Alabama, fanden vom 15. bis 17. Juli zwei Wettbewerbe im Trampolinturnen statt, jeweils zwei bei den Männern und bei den Frauen. Ausgetragen wurden die Wettkämpfe in der Legacy Arena des Birmingham-Jefferson Convention Complex.
Erfolgreichste Nation war Spanien, dessen Sportler zwei Goldmedaillen gewann. Dahinter folgten Frankreich und die Vereinigten Staaten mit jeweils einer Gold- und einer Silbermedaille.

## Bilanz

### Medaillenspiegel
| Platz  | Land               | Gold | Silber | Bronze | Gesamt |
| ------ | ------------------ | ---- | ------ | ------ | ------ |
| 1      | Spanien            | 2    | —      | —      | 2      |
| 2      | Frankreich         | 1    | 1      | —      | 2      |
| 2      | Vereinigte Staaten | 1    | 1      | —      | 2      |
| 4      | Deutschland        | —    | 1      | —      | 1      |
| 4      | Neuseeland         | —    | 1      | —      | 1      |
| 6      | Australien         | —    | —      | 1      | 1      |
| 6      | Dänemark           | —    | —      | 1      | 1      |
| 6      | Japan              | —    | —      | 1      | 1      |
| 6      | Schweden           | —    | —      | 1      | 1      |
| Gesamt | Gesamt             | 4    | 4      | 4      | 12     |

### Medaillengewinner
Männer
| Disziplin             | Gold               | Silber               | Bronze                  |
| --------------------- | ------------------ | -------------------- | ----------------------- |
| Doppel Mini-Trampolin | David Franco (ESP) | Daniel Schmidt (GER) | Ryōhei Taniguchi (JPN)  |
| Tumbling              | Kaden Brown (USA)  | Axel Duriez (FRA)    | Rasmus Steffensen (DEN) |

Frauen
| Disziplin             | Gold                         | Silber             | Bronze               |
| --------------------- | ---------------------------- | ------------------ | -------------------- |
| Doppel Mini-Trampolin | Melania Rodríguez (ESP)      | Bronwyn Dibb (NZL) | Lina Sjöberg (SWE)   |
| Tumbling              | Candy Brière-Vetillard (FRA) | Miah Bruns (USA)   | Breanah Cauchi (AUS) |